# Иван Атанасов (офицер)
Вижте пояснителната страница за други личности с името Иван Атанасов.
Иван Павлов Атанасов е български офицер, полковник.

## Биография
Роден е на 14 септември 1895 г. във Враца. През 1916 г. завършва Военното на Негово Височество училище в София. На 30 януари 1923 е произведен в чин капитан и същата година назначен на служба в 39-а пех. дружина, а от 1928 служи в 7-и пехотен преславски полк. На 26 август 1934 е произведен в чин майор и от същата година служи в 4-та интендантска дружина, а през следващата година е приема служба в 3-ти армейски артилерийски полк и отново същата година е преместен в 5-и дивизионен артилерийски полк. През 1936 г. е назначен последователно на служба в 4-та пехотна преславска дивизия и в 7-и пехотен преславски полк.
На 6 май 1937 г. Иван Атанасов е произведен в чин подполковник, а през 1938 назначен на служба отново в 4-та пехотна дивизия, през следващата е на служба в 7-а пехотна рилска дивизия, а от 1940 г. командва 19-и пехотен шуменски полк. Като командир на полка, на 6 май 1941 е произведен в чин полковник. Уволнен е на 26 май 1945 г. През 1935 г. е награден с орден „Св. Александър“, пета степен като завеждащ складовете на щаба четвърта пехотна преславска дивизия.

## Военни звания
- Подпоручик (5 октомври 1916)
- Поручик (10 май 1918)
- Капитан (30 януари 1923)
- Майор (26 август 1934)
- Подполковник (6 май 1937)
- Полковник (6 май 1941)